# Světový obchod
Světové obchody jsou speciální obchody pro Fair Trade (spravedlivý obchod). Cílem světových obchodů je přispět k větší spravedlnosti v obchodních vztazích mezi zeměmi Jihu a Severu. K dosažení tohoto cíle prodávají světové obchody výrobky spravedlivého obchodu, účastní se politických kampaní, poskytují informace a vzdělávání v oblasti spravedlivého obchodu.